# Large Binocular Telescope

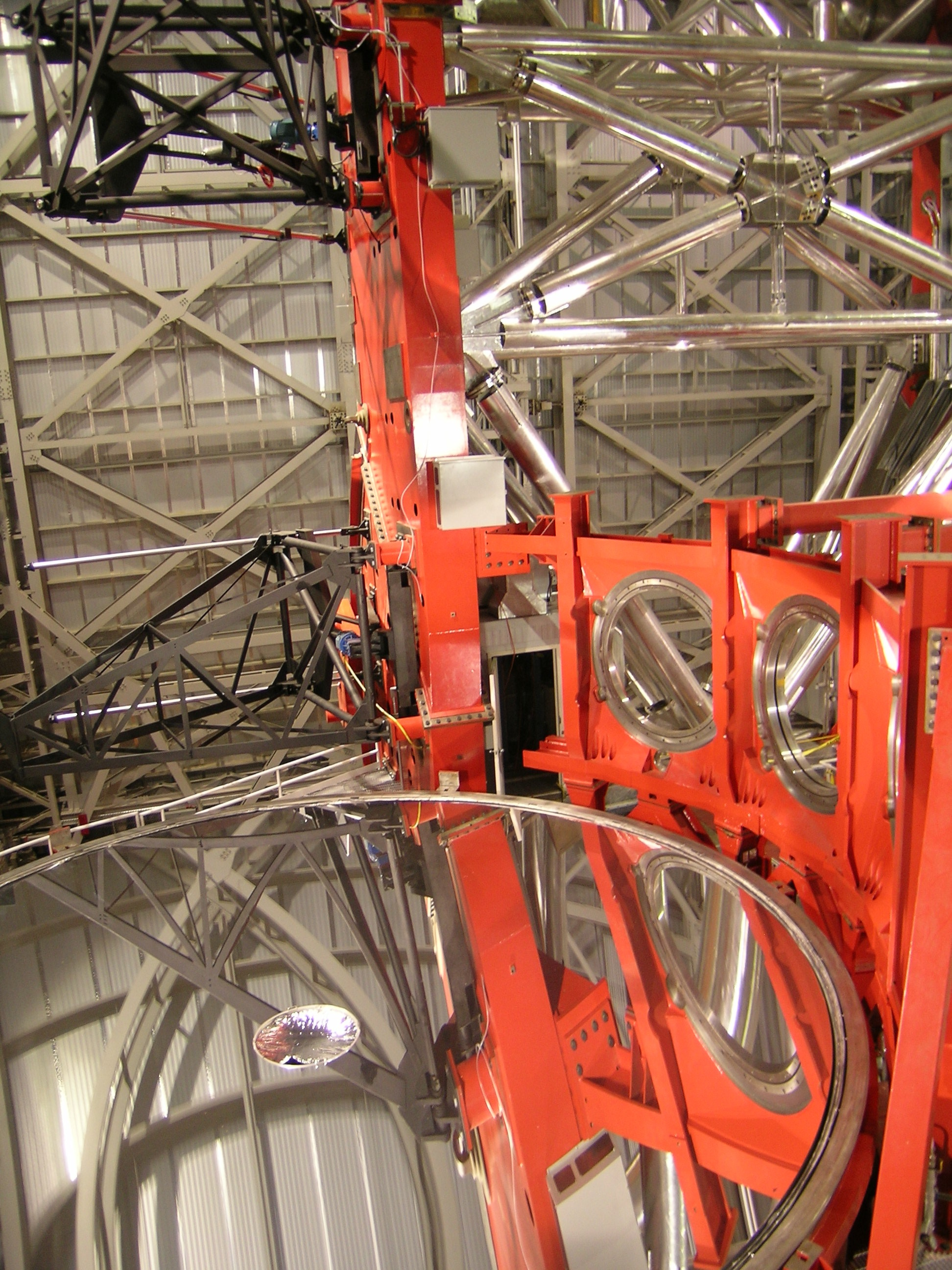
A Large Binocular Telescope kettős főtükre

A Large Binocular Telescope (rövidítve LBT, magyarul Nagy Binokuláris Távcső) azimutális szerelésű csillagászati óriástávcső, melyet Arizonában, a Mount Graham hegyre építettek, és két, egyenként 8,4 méter átmérőjű, párhuzamosan szerelt főtükrével a világ egyik legnagyobb távcsöve. Különleges segédtükrével el tudja rendezni a légkör által torzított fényt, így mindig tiszta képet ad. Fénygyűjtő képessége megfelel egy 11,8 méter átmérőjű távcsőének. Az első főtükör 2005 októberében, a második 2006 januárjában működött először, 2008. január 11/12-én éjjel került sor első, a két tükör egyesített fényével történő észlelésre.
Léteznek még hozzá hasonlóan hatalmas távcsövek, de a hagyományos teleszkópok között a 120 millió dollárért létesült LBT a legerősebb. A 3265 méter magas Mount Graham-en az LBT a harmadik óriástávcső: itt működik még a Heinrich-Hertz Submillimeter Telescope és a Vatican Advanced Technology Telescope.

## Külső hivatkozások
- A Large Binocular Telescope honlapja
- A világ legnagyobb optikai távcsöve[halott link]